# دابسن (کارولینای شمالی)
دابسن (به انگلیسی: Dobson) شهری در ایالت کارولینای شمالی کشور ایالات متحده آمریکا است که جمعیت آن در سرشماری سال ۲۰۱۰ میلادی، ۱٬۵۸۶ نفر بوده‌است.